# Julie Christmas

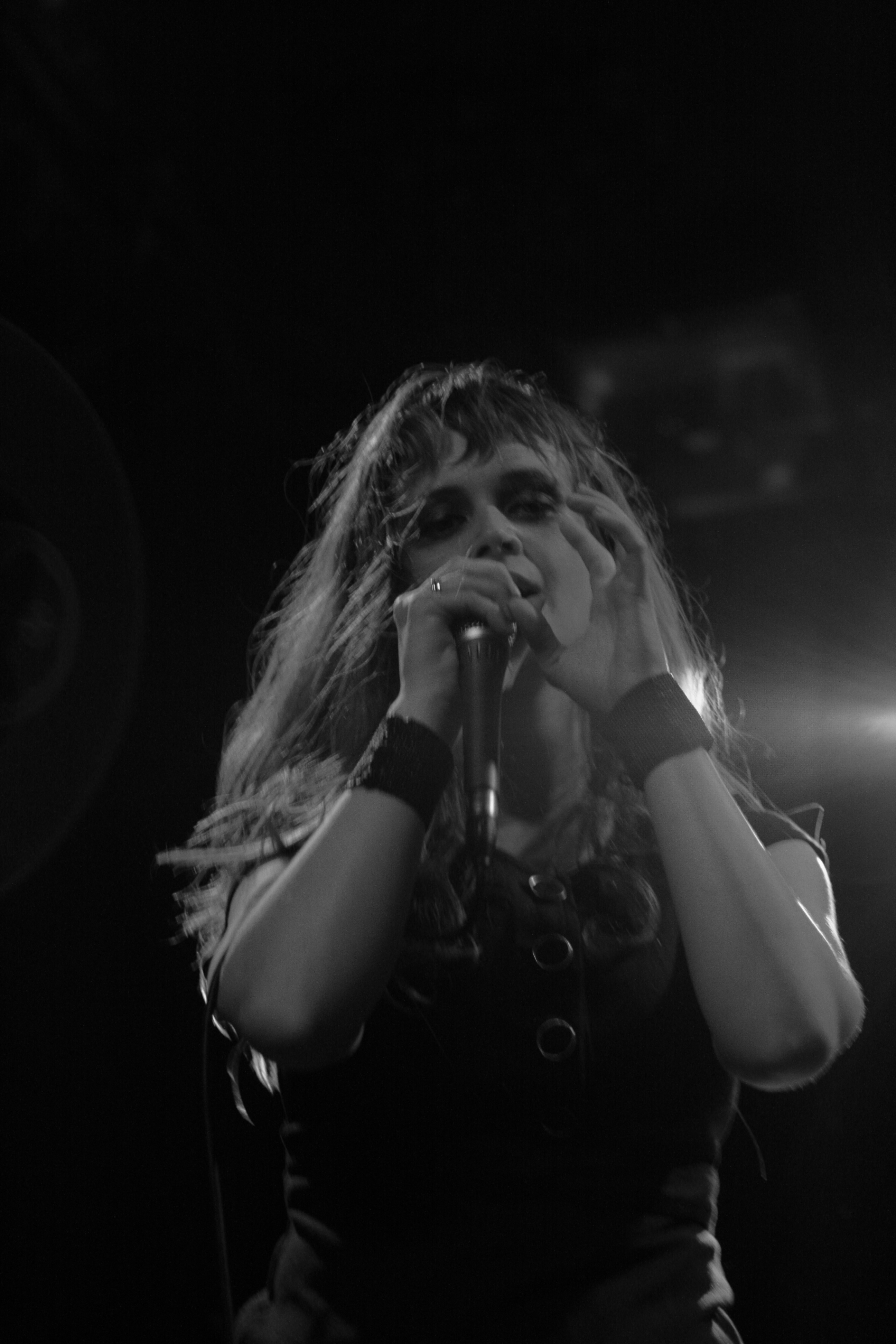
Julie Christmas bei einem Auftritt mit Made Out of Babies 2008

Julie Christmas (geboren 25. Dezember 1975) ist eine US-amerikanische Rock- und Metal-Sängerin aus Brooklyn. Sie wurde mit der Noise-Rock-Band Made Out of Babies bekannt. Über Kooperationen und Bandbeteiligungen an Mouth of the Architect, Battle of Mice und Cult of Luna etablierte sie sich als eine der populärsten Sängerinnen im Post-Metal.

## Leben und Wirken
Christmas wurde am Weihnachtstag 1975 geboren, woraufhin ihre Eltern ihr den Zweitnamen Christmas gaben. Ihren eigentlichen Nachnamen gab Christmas nicht öffentlich preis. Im Jahr 2005 gründete Christmas mit einigen Bekannten die Noise-Rock-Gruppe Made Out of Babies um beim Geburtstag ihrer Schwester aufzutreten. Nach einigen Proben und dem Auftritt beschloss die Gruppe weiterhin gemeinsam Musik zu machen. Noch im gleichen Jahr unterzeichnete die Gruppe einen Vertrag mit Neurot Recordings und veröffentlichte das vielfach positiv rezipierte Debüt Trophy. In den Rezensionen zu Trophy wurde die gesangliche Leistung von Christmas häufig als herausstechend hervorgehoben.
Auf gemeinsamen Konzerten mit den Label-Kollegen von Red Sparowes im September 2005 lernte Christmas Josh Graham kennen. Beide verband eine intensive gegenseitige Antipathie aus welcher sich eine Liebesbeziehung entwickelte. Die Beziehung war anhaltend belastet und mit öffentlich ausgetragenen Konflikten beladen. Trotz der komplizierten Beziehung gründeten Christmas und Graham mit Tony Maimone (The Book of Knots) und Joel Hamilton (A Storm of Light) Battle of Mice. Dabei prägten die Konflikte zwischen Christmas und Graham die Aufnahmen der Gruppe, welche Christmas ihren Ruf als ausdrucksstarke emotionale Sängerin zutrug. A Day of Nights, das einzige Album der Gruppe wurde vom Decibel zum Album des Jahres gekürt. Battle of Mice wurden 2009, Made Out of Babies offiziell 2012, nachdem die Gruppe seit 2008 nicht mehr aktiv war, aufgelöst. 
In der Zwischenzeit brachte sich Christmas 2008 bei Mouth of the Architect als Gastsängerin zum Album Quietly und ab 2008 als Sängerin der Gruppe Spylacopa, mit Greg Puciato von The Dillinger Escape Plan und Jeff Caxide von Isis, ein. Ihr erstes Soloalbum The Bad Wife erschien 2010. Weitere Veröffentlichungen mit unterschiedlichen Projekten folgten. Besonders beachtet wurde die 2016 erschienene Kooperation mit der schwedische Post-Metal-Band Cult of Luna, welche Christmas einluden das vollständige Album Mariner einzusingen. Das Album wurde vielfach gelobt und vom Rolling Stone zu den 20 besten Metal-Alben des Jahres 2016 gezählt. Christmas Gesang wurde dabei erneut als markantes Merkmal hervorgehoben.

## Rolle und Selbstverständnis
Christmas wird häufig mit der Frage zu ihrer Rolle und ihrem diesbezüglichen Selbstverständnis als Frau in der Metal-Szene konfrontiert. Sie selbst sieht in ihrem musikalischen Engagement einen Unterschied zu anderen von ihr unbenannten Sängerinnen, deren Rolle in ihren jeweiligen Gruppen mit einem sexuell konnotierten Auftreten verbunden sei.

„Es ist ein Unterschied, wenn eine Frau in einer Band sich absolut nicht darum bemüht ihre Titten zu verkaufen. Es ist einfach keine sexuelle Sache. Dann ist es nur jemand, der auftritt und zufällig weiblich ist. Die bestmögliche Antwort auf die Frage: ‚Wie es ist, in der Metalwelt weiblich zu sein‘, ist es, es einfach zu sein.“

Dabei räumt Christmas ein, dass Frauen im Metal, sie selbst inbegriffen, häufig sexualisert wahrgenommen würden. Entsprechend stellt sie in Frage wer im Metal welches Produkt verkaufe und lehnte es für sich ab, als sexualisierte oder romantisierte Projektionsfläche vermarktet zu werden. Einen entgegenlaufenden Anspruch an sie, besonders hart oder stark in der vermeintlich durch Männer dominierten Szene aufzutreten, sehe sie allerdings ebenfalls nicht. So verweist sie darauf, dass es weniger um das Geschlecht gehen sollte und stattdessen die Person und ihr Schaffen im Vordergrund stehen müsste.

## Stil und Rezeption

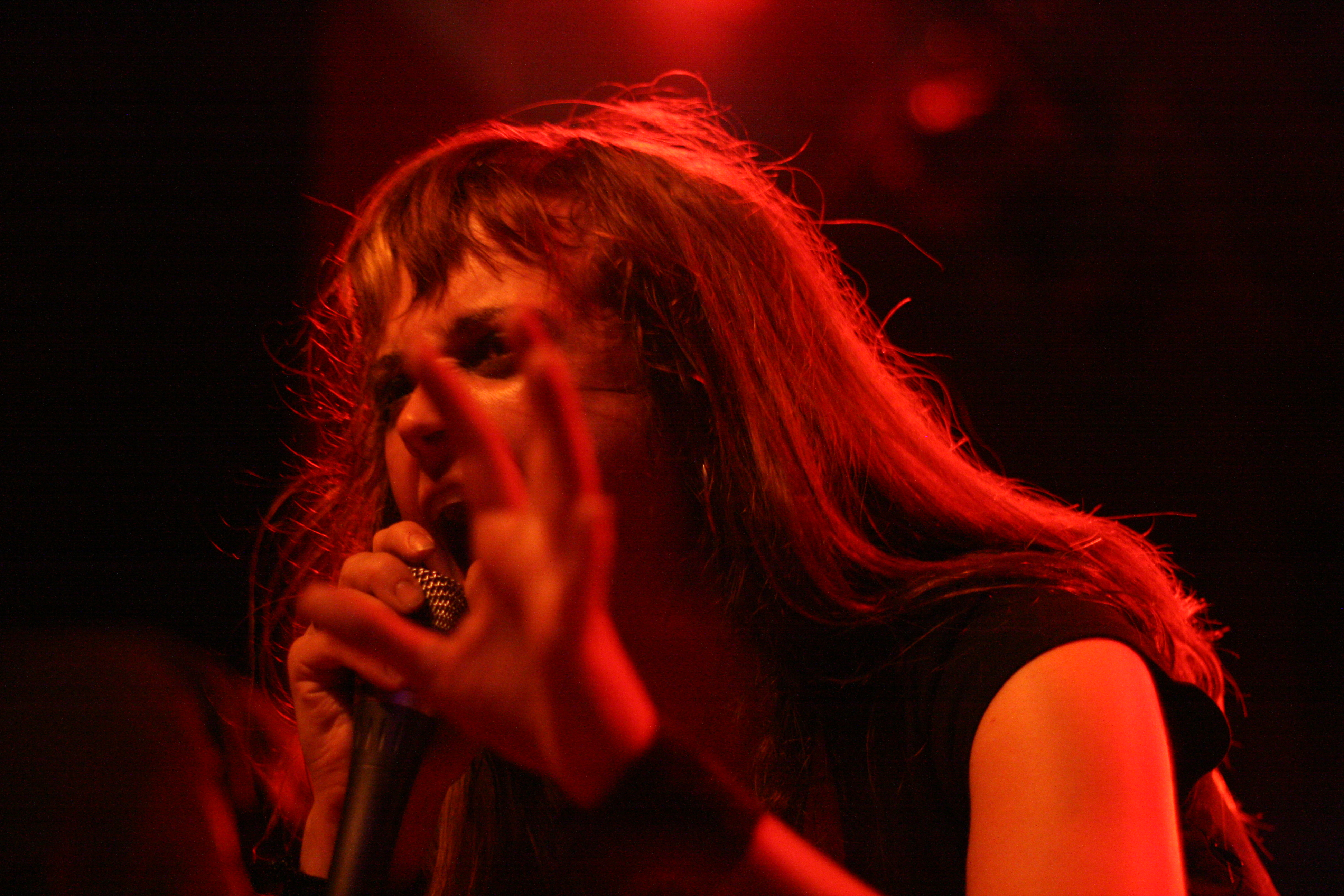
Julie Christmas 2008 mit Made Out of Babies

Die Musik der Gruppen und Projekte, an welchen sich Christmas beteiligt, liegt überwiegend zwischen Noise-Rock, Post-Metal und weiteren Rock- und Metalstilen des Alternative. Ihr Gesang wird im Musikmagazin Visions mit Björk, Karen O und Kim Gordon verglichen. Auf Vampster hingegen wird Christmas’ Gesangsleistung mit jener von Jarboe verglichen und als „PJ HARVEY auf Heroinentzug“ umschrieben. Die Internetpräsenz des Fernsehsenders Arte bezeichnet sie als „schreiende[…] Janis Joplin des Metal“. Christmas’ Gesang gilt als vielschichtig, emotional und polarisierend. Bei einigen ihrer Beteiligungen wird die Musik als „Grundgerüst für die Performance der Frau“ gewertet.

„Vom neckischen, zuckersüßen Popstimmchen zum irrationalen Screamo-Ausbruch braucht es in der Regel nur wenige Sekunden.“

Johannes Persson von Cult of Luna betonte im Gespräch mit dem Rolling Stone die Faszination für die Gesangsqualität von Christmas. „Sie geht von weichsten Melodien über zu wildestem Schreien und erreicht dabei alles dazwischen. Die Bandbreite ihrer Stimme ist unglaublich.“ (Johannes Persson) Auch Kritiker weisen auf das ausdrucksstarke Volumen ihrer Stimme hin, welche zwar konventionellen Gesang biete, aber ihr besonderer Charakter liegt dem Magazin Spin zufolge in ihrer Fähigkeit, zu quietschen, nach Luft zu schnappen und ihre Stimme gezielt brechen zu lassen. Auf Vampster wird auf hohe Authentizität verwiesen und ihr Gesang als „singen, flüstern, hassen, lieben [und] winseln“ beschrieben. Ihr Gesang repräsentiere „das einhundertprozentige Leben, mit allen Sonnen- und Schattenseiten, wobei man hier meinen könnte, dass die Schattenseiten deutlich überwiegen.“ Gelegentlich wird ihr zwischen Schreien, Brüllen, Sprechen, Singen, Flüstern und Säuseln alternierender Gesang als anstrengend, gewöhnungsbedürftig oder polarisierend angemahnt.

## Diskografie (Auswahl)
Julie Christmas
- 2010: The Bad Wife (Album, Rising Pulse)
- 2011: Coextinction Records 5 (Album, Coextinction)
- 2024: Ridiculous and Full of Blood (Album, Red Creek)

Made Out of Babies
- Siehe Made Out of Babies#Diskografie

Battle of Mice
- Siehe Battle of Mice#Diskografie

Spylacopa
- 2008: Spylacopa (EP, Rising Pulse)
- 2015: Parallels (Album, Rising Pulse)